# Komedija situacije
Komedija situacije, poznata kao i sitcom (od eng.: Situation comedy), podžanr je komedije sa stalnim likovima u zajedničkom okolišu, poput doma, posla i sl. Može sadržavati i smijeh studijske publike u pozadini, a danas su najdominantniji u humorističnim televizijskim serijama.

## Karakteristike
Suprotno od stand-up komedije, komedija situacije ima priču i stalne likove u suštini, kao komična drama. Situacije se najčešće odnose na obitelj, posao, ili skupinu prijatelja. Naziv "komedija situacije" ili "sitcom" je uzet kako bi se odvojila od ostalih formata komedije, poput skeča ili ili stand-up komedije.

## Poznate komedije situacije
1980-e
- Cosby Show
- Roseanne
- Bračne vode
- Kafić "Uzdravlje"
- Simpsoni
- Puna kuća
- Seinfeld

1990-e
- South Park
- Futurama
- Frasier
- Kafić "Uzdravlje"
- Princ iz Bel Aira
- Svi vole Raymonda
- Kralj Queensa
- Dadilja
- Pod istim krovom
- Prijatelji

2000-e
- Prijatelji
- Malcolm u sredini
- 8 jednostavnih pravila[2]
- Svi mrze Chrisa
- Moja žena i djeca
- Reba
- U dobru i zlu
- Televizijska posla
- Kako sam upoznao vašu majku
- Kralj Queensa
- Dva i pol muškarca
- Teorija velikog praska

2010-e
- Kako sam upoznao vašu majku
- Moderna obitelj
- Dva i pol muškarca
- Teorija velikog praska